# Pfiesteria
Pfiesteria ist eine Gattung heterotropher Dinoflagellaten, die 1988 erstmals mit der Art Pfiesteria piscicida von JoAnn Burkholder and Ed Noga beschrieben wurde. Die Gattung ist nach Lois Ann Pfiester benannt, einer Biologin, die wichtige Grundlagen zu Dinoflagellaten erforschte.
Pfiesteria wird mit schädlichen Algenblüten und Fischsterben in Verbindung gebracht. Organismen aus der Pfiesteria-Gruppe wurden beispielsweise für Fischsterben vor der Küste von North Carolina und in den Zuflüssen der Chesapeake Bay in den 1980er und 1990er Jahren verantwortlich gemacht. Als Reaktion auf die Massenausbrüche haben sechs US-Bundesstaaten entlang der Ostküste ein Überwachungsprogramm gestartet, um auf neue Ausbrüche schnell reagieren zu können und um ihre Entstehung besser zu verstehen. Neue molekulargenetische Nachweismethoden haben Pfiesteria weltweit nachgewiesen.

## Ernährungsweise
Die ersten Forschungsergebnisse führten zu der Hypothese, dass Pfiesteria als Überfall-Räuber lebt, der ein extrazelluläres Gift benutzt, das die Atmungsorgane von Fischen lähmt, sodass die Fische an Erstickung sterben. Die einzelligen Pfiesterien fressen dann das aus der Beute austretende Gewebe. Im Fall von Pfiesteria shumwayae konnte gezeigt werden, dass die Einzeller die Hautzellen der Fische direkt per Myzozytose fressen und die Fische auf diese Weise schädigen. Dies wird als Mikropredation bezeichnet.

## Kontroversen
Die Biologie von Pfiesteria und die Bedeutung von Organismen aus der Pfiesteria-Gruppe für Fischsterben und Erkrankungen bei Menschen ist Gegenstand wissenschaftlicher Kontroversen, da viele Forschungsergebnisse uneindeutig oder widersprüchlich sind.
- Lebenszyklus: Frühe Forschungsergebnisse legten einen komplexen Lebenszyklus von Pfiesteria piscicida nahe, der wegen widersprechenden Beobachtungen inzwischen umstritten ist. Dies gilt im Besonderen für die Frage, ob ein giftiges Amöbenstadium existiert.[7]

- Giftigkeit: Die Hypothese, dass Pfiesteria Fische mit einem ins Wasser abgegebenen Gift tötet, wurde in Frage gestellt, weil in einigen Experimenten keine Gifte isoliert und keine Giftigkeit beobachtet werden konnte. Letztlich scheint die beobachtete Giftigkeit vom verwendeten Stamm und den genutzten Analysemethoden abzuhängen.[8] Im Jahr 2007 konnte ein sehr instabiles Gift bei giftigen Pfiesteria piscicida identifiziert werden.[9]

- Hautschäden: Die beobachteten Hautschädigungen im Zusammenhang mit Pfiesteria wurden von einigen Wissenschaftlern pilzähnlichen Oomyceten zugeschrieben. Bei Pfiesteria shumwayae konnte nachgewiesen werden, dass die Läsionen die Summe vieler durch Myzozytose attackierte Einzelzellen sind.[5]

- Einfluss auf Menschen: Die Effekte von Pfiesteria auf Menschen wurden in Frage gestellt, und sogar allein einer Pfiesteria-Hysterie zugeschrieben. Inzwischen haben kritische Studien eine solche Hysterie als Auslöser der Symptome aber unwahrscheinlich gemacht.[10][11] Die Wirkung von Pfiesteria auf Menschen ist noch nicht endgültig geklärt.

## Systematik
Zu der Gattung Pfiesteria werden die Arten P. piscicida und P. shumwayae gezählt. Die Systematik ist nicht endgültig geklärt, so wird P. shumwayae auch als Pseudopfiesteria shumwayae eingeordnet. Aus diesem Grund werden die verschiedenen Arten als Pfiesteria-Gruppe (Pfiesteria Complex Organism) zusammengefasst.

## Pfiesteriain der Literatur
- Eine fiktive, für Menschen gefährliche Pfiesteria-Art spielt eine Rolle in James Powliks Umweltthriller Tod aus der Tiefe (Originaltitel: Sea Change) aus dem Jahr 1999.
- Die mutierte, für Menschen gefährliche Art Pfiesteria homicida ist ein Element aus Frank Schätzings Roman Der Schwarm aus dem Jahr 2004.